# Hidegfúzió
A hidegfúzió hipotetikus magfúzió, mely szobahőmérsékleten – vagy közel szobahőmérsékleten – menne végbe, szemben a meleg fúzióval, mely néhány millió fokon következik be. A hidegfúzió elméletét egyes laboratóriumi kísérletek alatt tapasztalt, szokatlanul nagy mértékű energiafelszabadulás magyarázatára javasolták, de a tudományos közvélemény elvetette, mivel a vonatkozó kísérleteket nem tudták megismételni, és mivel nincs elfogadott elméleti modell a hidegfúzió magyarázatára.